# Follega molen
De Follega molen is een in 1857 in het Friese Follega gebouwde spinnenkopmolen. De molen is in 1969 volledig opgeknapt om de molenkolk van de watermolen van Laag-Keppel op te malen. Door kanalisatie van de Oude IJssel was het verval te gering geworden voor de watermolen om nog te kunnen werken en het kunstmatig verlagen van het peil in de molenkolk met ca. 1,5 m. was een mogelijkheid om de watermolen weer gangbaar te maken zonder deze te verplaatsen. De Follega molen is uniek omdat het de enige windmolen is die wordt gebruikt om een watermolen te kunnen laten draaien. De molen is echter te klein om de watermolen van Laag-Keppel optimaal te laten functioneren.
Het gevlucht heeft het systeem Fauel op beide roeden.